# 深圳外国语学校高中部体育馆
深圳外国语学校高中部体育馆位于深圳市盐田区盐田路1号，盐排高速出口附近，距大运村16.8公里。深圳外国语学校体育馆是2011年夏季世界大学生运动会的篮球比赛场馆之一。体育馆占地约20000平方米，总建筑面积7553平方米，是一座中型体育馆。场馆分为三层，包括地上的两层和地下一层。地下一层为一个9.5米高的架空层，设有两个标准篮球训练场；地上一层设运动员更衣室、休息室及办公用房；地上二层为比赛大厅，设有一个标准篮球场，面积1500平方米，净高12.25米，固定座位2241个。

## 承接赛事
深圳外国语学校高中部体育馆承接了大运会的以下赛事：
| 日期       | 时间  | 赛次                     | 对战国家 | 对战国家 |
| 2011-08-14 | 10:00 | 女子预赛C组 第4场        | 波蘭     | 加拿大   |
| 2011-08-14 | 12:30 | 男子预赛D组 第15场       | 芬兰     | 以色列   |
| 2011-08-14 | 15:30 | 男子预赛D组 第18场       |          | 墨西哥   |
| 2011-08-14 | 18:00 | 女子预赛D组 第8场        | 捷克     | 日本     |
| 2011-08-14 | 20:30 | 男子预赛A组 第22场       | 巴西     | 阿联酋   |
| 2011-08-18 | 12:30 | 男子预赛D组 第48场       |          | 匈牙利   |
| 2011-08-18 | 15:30 | 男子预赛D组 第51场       | 墨西哥   | 芬兰     |
| 2011-08-18 | 20:30 | 女子1/4决赛 第32场       |          | 加拿大   |
| 2011-08-21 | 12:30 | 女子排位赛15-16名 第41场 |          |          |
| 2011-08-21 | 15:30 | 男子排位赛21-24名 第67场 |          |          |
| 2011-08-21 | 18:00 | 男子排位赛13-16名 第70场 |          |          |
| 2011-08-21 | 20:30 | 男子排位赛9-12名 第73场  |          |          |